# 78-XX
Classificazione delle ricerche matematiche: sezioni di livello 1

00-XX 01 03 05 06 08 | 11 12 13 14 15 16 17 18 19 20 22 | 26 28 30 31 32 33 34 35 37 39 40 41 42 43 44 45 46 47 49 | 
 51 52 53 54 55 57 58 | 60 62 65 68 | 70 74 76 78 | 80 81 82 83 85 86 | 90 91 92 93 94 97-XX
78-XX è la sigla della sezione primaria dello schema di classificazione
MSC dedicata a ottica e teoria dell'elettromagnetismo.
La pagina attuale presenta la struttura ad albero delle sue sottosezioni secondarie e terziarie.

## 78-XX
ottica, teoria elettromagnetica
{per l'ottica quantistica, vedi 81V80}
- 78-00 opere di riferimento generale (manuali, dizionari, bibliografie ecc.)
- 78-01 esposizione didattica (libri di testo, articoli tutoriali ecc.)
- 78-02 presentazione di ricerche (monografie, articoli di rassegna)
- 78-03 opere storiche {!va assegnato almeno un altro numero di classificazione della sezione 01-XX}
- 78-04 calcolo automatico esplicito e programmi (non teoria della computazione o della programmazione)
- 78-05 articoli sperimentali
- 78-06 atti, conferenze, collezioni ecc.

## 78Axx
generale
- 78A02 fondamenti
- 78A05 ottica geometrica
- 78A10 ottica fisica
- 78A15 ottica degli elettroni
- 78A20 onde di cariche spaziali?
- 78A25 teoria elettromagnetica, in generale
- 78A30 elettrostatica e magnetostatica
- 78A35 moto di particelle cariche
- 78A37 trappole per ioni
- 78A40 onde e radiazione
- 78A45 diffrazione, diffusione [vedi anche 34E20 per WKB metodi]
- 78A50 antenne, guide d'onda
- 78A55 applicazioni tecniche
- 78A57 Elettrochimica
- 78A60 lasers, masers, bistabilità ottica, ottica non lineare [vedi anche 81V80]
- 78A70 applicazioni biologiche [vedi anche 92C30, 91D30]
- 78A97 ottica matematicamente euristica e teoria elettromagnetica matematicamente euristica {!deve anche essere assegnato almeno un altro numero di classificazione in questa sezione}
- 78A99 argomenti vari

## 78Mxx
metodi numerici di base
- 78M05 metodo dei momenti
- 78M10 metodi degli elementi finiti
- 78M12 metodi dei volumi finiti, tecniche di integrazione finite finite integration techniques
- 78M15 metodi degli elementi al contorno
- 78M16 metodi di multipolo
- 78M20 metodi delle differenze finite
- 78M22 metodi spettrali
- 78M25 altri metodi numerici
- 78M30 metodi variazionali
- 78M31 metodi Monte Carlo
- 78M32 metodi neurali ed euristici
- 78M34 riduzione di modello
- 78M35 analisi asintotica
- 78M40 omogeneizzazione
- 78M50 ottimizzazione
- 78M99 argomenti diversi dai precedenti, ma in questa sezione